# Rozpieraczka

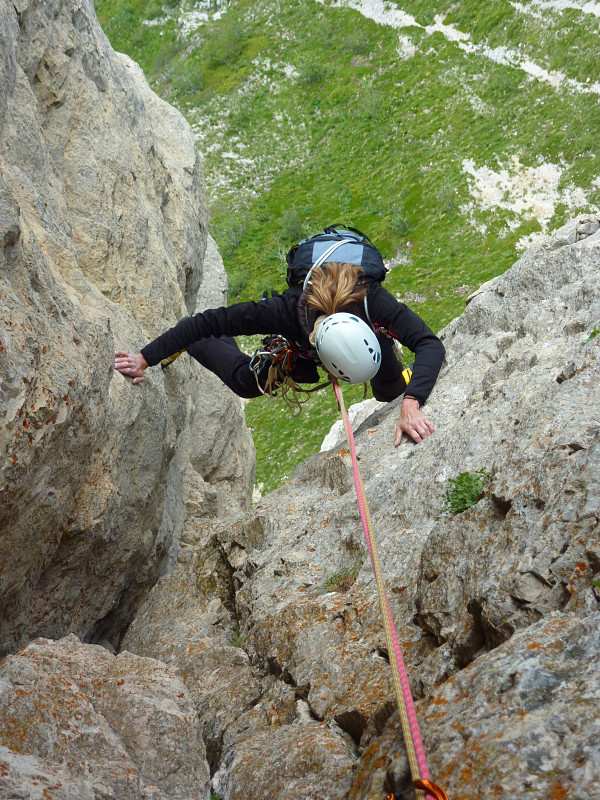
Rozpieraczka w kominie

Rozpieraczka – jedna z technik wspinaczkowych. We wspinaczce skalnej jest to sposób pokonywania formacji skalnych takich jak komin i szczelina, czyli takich, które mają dwie równoległe, lub zbiegające się pod ostrym kątem, pionowe ściany. Rozpieraczkę często wykorzystuje się w jaskiniach przy pokonywaniu kominów, studni i szczelin. Rozpieraczką można także trawersować wysokie szczeliny, meandry czy studnie.
Rozpieraczka polega na tym, że wspinacz opiera się jedną nogą o jedną ścianę otworu, drugą nogą o drugą i przemieszcza się przodem. Ta technika możliwa jest do zastosowania tylko w otworach o określonej szerokości.
Rozpieraczka jest odmianą zapieraczki, podczas której wspinacz obydwoma nogami i rękami zapiera się o jedną ścianę otworu, a plecami o drugą. Rozpieraczka umożliwia szybsze przemieszczanie się niż zapieraczka, wymaga jednak większej pewności w stawianiu stóp. Gdy miejsce jest wygodne, a podparcie stóp pewne, przy rozpieraczce wystarczą dwa punkty podparcia; obydwie nogi, lub noga i przeciwległa ręka.
Zarówno przy rozpieraczce, jak i zapieraczce niebezpiecznym momentem jest przejście od niej do wspinaczki klasycznej na jednej ścianie. Nagłe przeniesienie obciążenia tylko na ręce u niedoświadczonych wspinaczy może spowodować odpadnięcie.